# Nhân giống nuôi nhốt

Hai con lợn rừng đang nhân giống trong điều kiện nuôi nhốt

Nhân giống trong điều kiện nuôi nhốt hay còn gọi là gây nuôi sinh sản (Captive breeding) là quá trình nuôi nhốt, chăm sóc và gây giống các loài động vật hoang dã trong môi trường có kiểm soát tại các khu vực được xác định rõ ràng như các khu bảo tồn động vật hoang dã, vườn thú và các cơ sở bảo tồn phi thương mại và phi lợi nhuận khác. Đôi khi quá trình này bao gồm việc thả các cá thể sinh vật riêng lẻ vào tự nhiên (cứu hộ động vật), khi có môi trường sống tự nhiên đủ để hỗ trợ các cá thể mới hoặc khi mối đe doạ đối với các loài trong tự nhiên đã giảm đi. Các chương trình nhân giống tự nhiên trong môi trường nuôi nhốt có thể cứu các loài thoát khỏi sự tuyệt chủng.

## Tổng quan
Nhân giống tự nhiên đã thành công trong quá khứ. Hươu Pere David đã được cứu thoát thông qua các chương trình chăn nuôi sau khi gần như bị săn đuổi đến bờ vực tuyệt chủng ở Trung Quốc. Các loài động vật có vú (ví dụ như lợn lùn), loài bò sát (ví dụ, cá voi hồng), và động vật lưỡng cư (ví dụ như ếch độc). Những nỗ lực của họ đã thành công trong việc đưa lại những con linh dương Ả Rập (dưới sự bảo trợ của Hiệp hội bảo tồn động vật và thực vật) vào năm 1963. Ngựa hoang Mông Cổ Przewalski cũng được đưa vào môi trường trong hoang dã (tái thả) sau khi được nuôi trong môi trường nuôi nhốt.
Việc gây giống các loài nguy cấp đang được điều phối bởi các chương trình nhân giống hợp tác bao gồm các nghiên cứu sinh và điều phối viên quốc tế, cùng nhiều tình nguyện viên, những người đánh giá vai trò của các động vật và các tổ chức cá nhân từ góc độ toàn cầu hoặc khu vực. Những thông tin về các cuốn sách cẩm nang về nhân giống chứa đựng thông tin về ngày sinh, giới tính, vị trí, và dòng dõi (nếu biết), giúp xác định tỷ lệ sống sót và sinh sản, số người sáng lập dân số và các hệ số cận huyết. Một điều phối viên loài đánh giá các thông tin trong sách nghiên cứu và xác định một chiến lược sinh sản sẽ tạo ra con giống ưu thế nhất.

## Khó khăn
Nếu hai động vật tương thích được tìm thấy ở các vườn thú khác nhau, các động vật có thể được vận chuyển để cho giao phối (tìm cặp ghép đôi hay còn gọi là tìm bạn tình), nhưng điều này là khá căng thẳng, do đó có thể làm cho việc ham muốn giao phối ít có khả năng hơn. Tuy nhiên, đây vẫn là một phương pháp nhân giống phổ biến giữa các tổ chức động vật châu Âu. Việc thụ tinh nhân tạo (bằng cách vận chuyển tinh dịch) là một lựa chọn khác, nhưng con đực có thể bị căng thẳng trong quá trình lấy tinh trùng và cũng tương tự đối với con cái trong quá trình thụ tinh nhân tạo. Hơn nữa, cách tiếp cận này mang lại tinh dịch chất lượng thấp hơn bởi vì vận chuyển đòi hỏi sự sống của tinh trùng được kéo dài cho thời gian vận chuyển.
Nhân giống nuôi nhốt có thể góp phần gây ra các vấn đề về hành vi ở động vật sau đó được thả ra bởi vì chúng không thể săn mồi hoặc ăn cỏ đối với các nguồn thức ăn, dẫn đến chúng có thể chết vì đói mà không biết cách xoay xở, có thể bởi vì con vật trẻ tuổi đã dành thời gian học tập quan trọng trong tình trạng nuôi nhốt. Những con vật được thả ra thường không tránh được kẻ thù và có thể chết vì những kẻ thù của chúng do chúng quá thơ ngây. Điều này dẫn đến sự suy giảm dân số tiếp tục mặc dù đưa trở lại vì loài này không thể sinh sản được. Việc huấn luyện động vật có thể nâng cao kỹ năng tự vệ chống bị ăn thịt, nhưng hiệu quả của nó khác nhau
Một nghiên cứu trên chuột đã phát hiện ra rằng sau khi nuôi nhốt đã được áp dụng cho nhiều thế hệ và những con chuột này đã được "thả" để lai tạo với chuột hoang dã, những con chuột sinh ra đã sinh ra với nhau thay vì những con chuột hoang dã. Điều này cho thấy rằng nuôi nhốt có thể ảnh hưởng đến sở thích giao phối, và có ý nghĩa cho sự thành công của chương trình tái xuất. 
Mất môi trường sống là một thách thức khác với việc nhân giống nuôi nhốt là sự mất mát môi trường sống xảy ra trong khi chúng đang bị giam cầm (mặc dù nó đang xảy ra ngay cả trước khi chúng bị bắt). Điều này có thể làm cho việc thả giống không thể cứu sống được nếu không có môi trường sống để hỗ trợ các quần thể lớn hơn.
Biến đổi khí hậu và các loài xâm lấn đang đe dọa một số lượng ngày càng tăng của các loài bị tuyệt chủng. Sự giảm kích thước quần thể có thể làm giảm tính đa dạng di truyền, làm giảm khả năng thích nghi của một số lượng cá thể trong một môi trường thay đổi. Theo cách này nguy cơ tuyệt chủng có liên quan đến sự mất đa hình di truyền (đa dạng về nguồn gen), đó là sự khác biệt trong chuỗi DNA giữa các cá thể, nhóm hoặc quần thể. Các chương trình bảo tồn hiện có thể đo được sự đa dạng di truyền ở các gen quan trọng về chức năng nhờ những tiến bộ trong công nghệ.